# Tatiana Barsuk
Tatiana Barsuk (22 de fevereiro de 1985) é uma atiradora esportiva russa, especialista na fossa olímpica.

## Carreira

### Rio 2016
Tatiana Barsuk representou seu país nas Olimpíadas de 2016, ficando na 18º colocação na fossa olímpica, fora das finais.